# Evelina Samuelsson
Evelina Louise Samuelsson (* 14. März 1984 in Märsta) ist eine ehemalige schwedische Eishockeyspielerin.

## Karriere
Evelina Samuelsson begann ihre Karriere bei Aralanda in ihrer Heimatstadt, wo sie ausschließlich mit männlichen Altersgenossen spielte und dabei sogar zur Kapitänin ernannt wurde. Später spielte sie für den AIK Solna.
Als 15-Jährige gab sie ihr Debüt im Nationalteam und absolvierte im Alter von 16 Jahren ihre erste Weltmeisterschaft. Bei den Olympischen Winterspielen 2002 in Salt Lake City gewann sie die Bronzemedaille, wobei sie im Spiel um den dritten Platz beide Tore für Schweden erzielte und damit in die Eishockeygeschichte einging. Weitere internationale Einsätze folgten bei den Weltmeisterschaften 2001 und 2005; bei letzterer gewann sie eine weitere Bronzemedaille.
2005 beendete sie ihre Karriere aufgrund von Leistenproblemen. Insgesamt absolvierte sie für Schweden 72 Länderspiele, in denen sie 16 Tore erzielte.

## Erfolge und Auszeichnungen
- 2002 Bronzemedaille bei den Olympischen Winterspielen
- 2005 Bronzemedaille bei der Weltmeisterschaft